# Yas Togo
Yas Togo est un opérateur de télécommunications au Togo, anciennement opérant sous le nom Togocom.
Le groupe Togocom est né de la fusion des opérateurs Togo Cellulaire et Togo Telecom. Une réorganisation des activités du fixe et du mobile s’est opérée en 2017 avec la création de la holding Togocom dont la privatisation a été actée en 2018 par l’état togolais puis concrétisée en novembre 2019 avec l’arrivée du partenaire stratégique Axian-ECP. 
En novembre 2024, Togocom devient Yas Togo.

## Historique
En vertu du décret n°96-22/PR du 28 février 1996 portant scission de l’Office des Postes et Télécommunications au Togo (OPTT) en deux sociétés d’État, la Société des Télécommunications du Togo (Togo Télécom) voit le jour. En 1997, l'État togolais cède les droits d'exploitation de son réseau de téléphonie cellulaire GSM à Togo Cellulaire (Togocel), filiale de Togo Télécom.
En 2002, face à la concurrence d'internet sur les appels internationaux, Togo Télécom bloque tous les appels VoiP qui transitent via ses réseaux.
En juillet 2013, le site internet de Togo Télécom se fait hacker par les Anonymous.
En novembre 2016, l'État togolais décide de fusionner Togo Telecom et Togocel pour les réorganiser en un groupe doté de trois filiales spécialisées (infrastructures fixe/mobile, installations et support à la maintenance, service fixe/mobile) du nom de Togocom.
En 2019, Togocom a été privatisé avec l’arrivée stratégique du groupe Axian et apporte ainsi des investissements majeurs dans les télécommunications au Togo. En 2020, la société commercialise la 5G avec Nokia.
En novembre 2024, Togocom a adopté le nom Yas Togo alors que TMoney devient Mixx By Yas dans le cadre d’un rebranding.

## Situation géographique
Togo Télécom est situé place de la Réconciliation Quartier Atchanté B.P. 333, Lomé[réf. nécessaire].

## Activité
La société est régie par la loi numéro 90-26 du 4 décembre 1990 portant réforme du cadre institutionnel et juridique des entreprises publiques. Elle est dotée d’une personnalité morale et d’une autonomie financière, au capital de 4 milliards de francs CFA.
Yas Togo a lancé le déploiement de la fibre optique (FTTH) dans la capitale Lomé, avec des projets d’expansion dans d’autres régions. Ce service permet un accès rapide et fiable à Internet pour les particuliers et les entreprises.